# 열육치

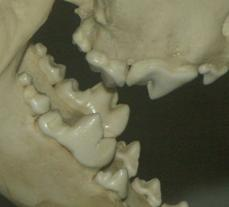
유라시아늑대의 열육치.

열육치(裂肉齒, Carnassials, sectorial teeth)는 육식성 포유류에서 찾을 수 있는 대형 치아 중 하나로, 가위나 전단 가공기와 같이 살을 자를 수 있는 치아이다. 식육목에서 열육치는 위쪽 4번째 앞어금니와 아래쪽 첫번째 뒷어금니에 존재한다.

## 열육성 치열
식육목에서 열육치의 정의는 송곳니를 뜻한다. 이런 육식성 치아를 가지고 있는 동물의 치아 종류를 일환성 치아(diphyodont)라고 한다.
|  |  |

열육성 치열은 턱 양측에서 찾아볼 수 있으며, 그 위치는 위쪽 4번째 앞어금니와 아래쪽 첫번째 뒷어금니에 존재한다. 이 열육성 치열의 위치는 교근(masseter muscle)이 결정한다. 이 위치에서, 열육치는 교근에서 나오는 힘 대부분을 받아 씹기 힘이 강해지게 되고, 결국 효율적으로 살을 자르고 절단할 수 있게 한다.
가위와 비슷한 움직임은 턱의 두 열육치 쌍끼리의 운동으로 만들어진다. 위턱 4번째 앞어금니와 아래턱 첫번째 뒷어금니끼리 접촉하면서 이 열육치의 날카로운 교두끼리 고기를 자를 수 있게 해 준다. 이 열육치의 길이과 크기는 종마다 거의 다르며, 다음의 조건에 따라 다르다.
- 육식 동물의 크기
- 식습관의 육식 여부
- 섭취할 수 있는 고기 크기

대부분의 육식동물은 열육치를 한 쌍만 가지고 있지만, 유대류는 세쌍, 육치류는 두 쌍을 가지고 있다.